# 珠海市博物馆

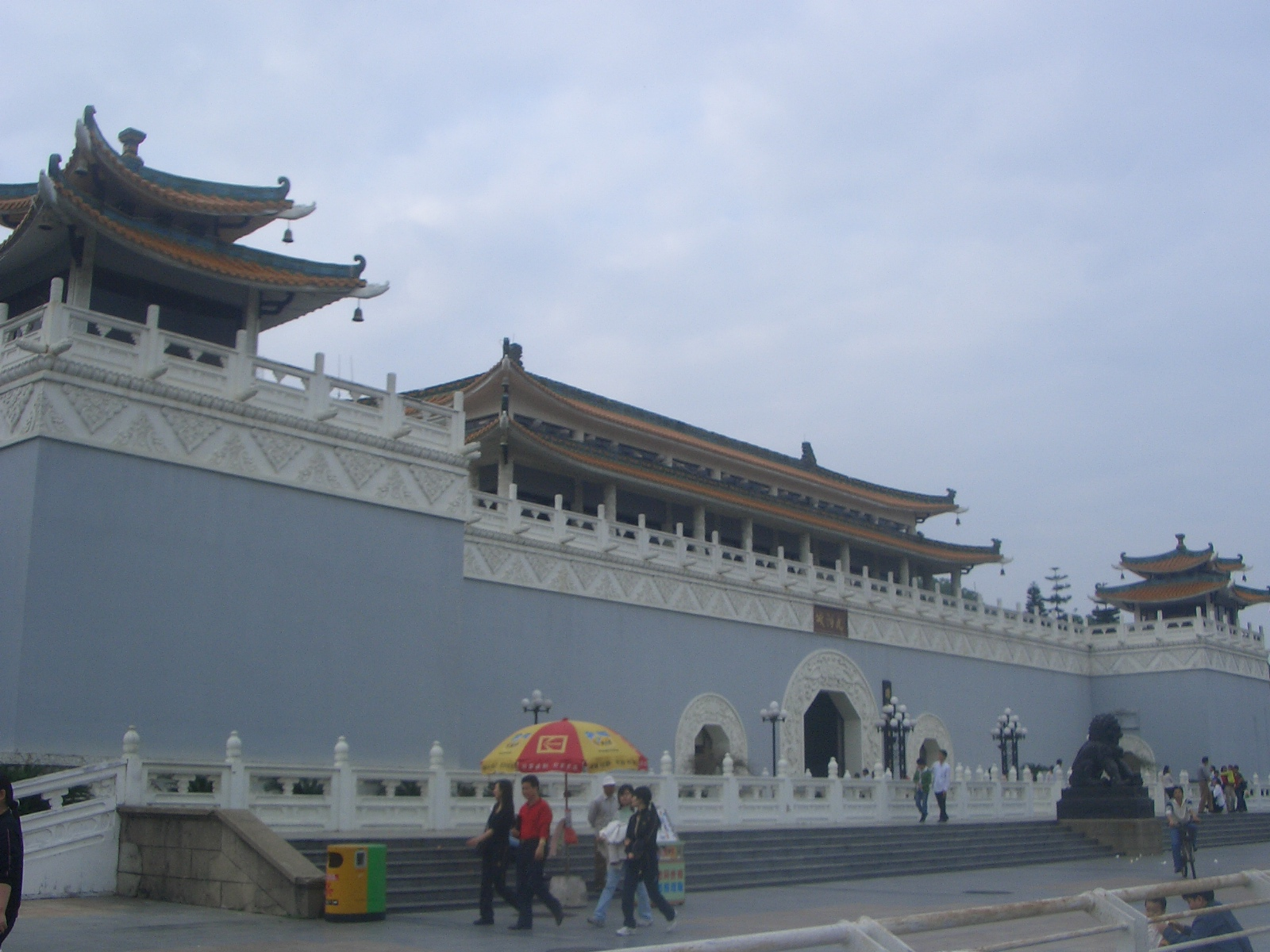
2020年前位于九洲城的旧馆舍

珠海市博物馆，又称珠海博物馆，中华人民共和国广东省珠海市的地方综合性博物馆，1985年6月筹建，1988年10月对外开放，馆址位于珠海市香洲区香湾街道海虹路88号。

## 历史
1985年6月开始筹建，1988年10月建成开放，1999年迁入九洲城。2020年10月26日迁入海虹路，新馆位于广东省珠海市香洲区海虹路88号，毗邻珠海规划展览馆，总建筑面积33,565平方米，展览面积约6,000平方米，共六个展厅，馆藏文物15,560件。馆名由中国书法家秦咢生题写。

## 营业时间
- 周二至周日：上午九点至下午五点
- 周一闭馆